# K/S Norge
El K/S Norge es un barco propiedad de la familia real noruega.

## Historia
Cuando Haakon VII se convirtió en rey de Noruega en 1905 decidió comprar un barco real aunque finalmente esto no sucedió. Después de la Segunda Guerra Mundial a través de una petición en los periódicos del país, se animó a todos los noruegos a hacer un regalo público por el 75 cumpleaños del rey, en forma de barco. En julio de 1947, el yate a motor británico Filante comprado por NOK 1,5 millones.

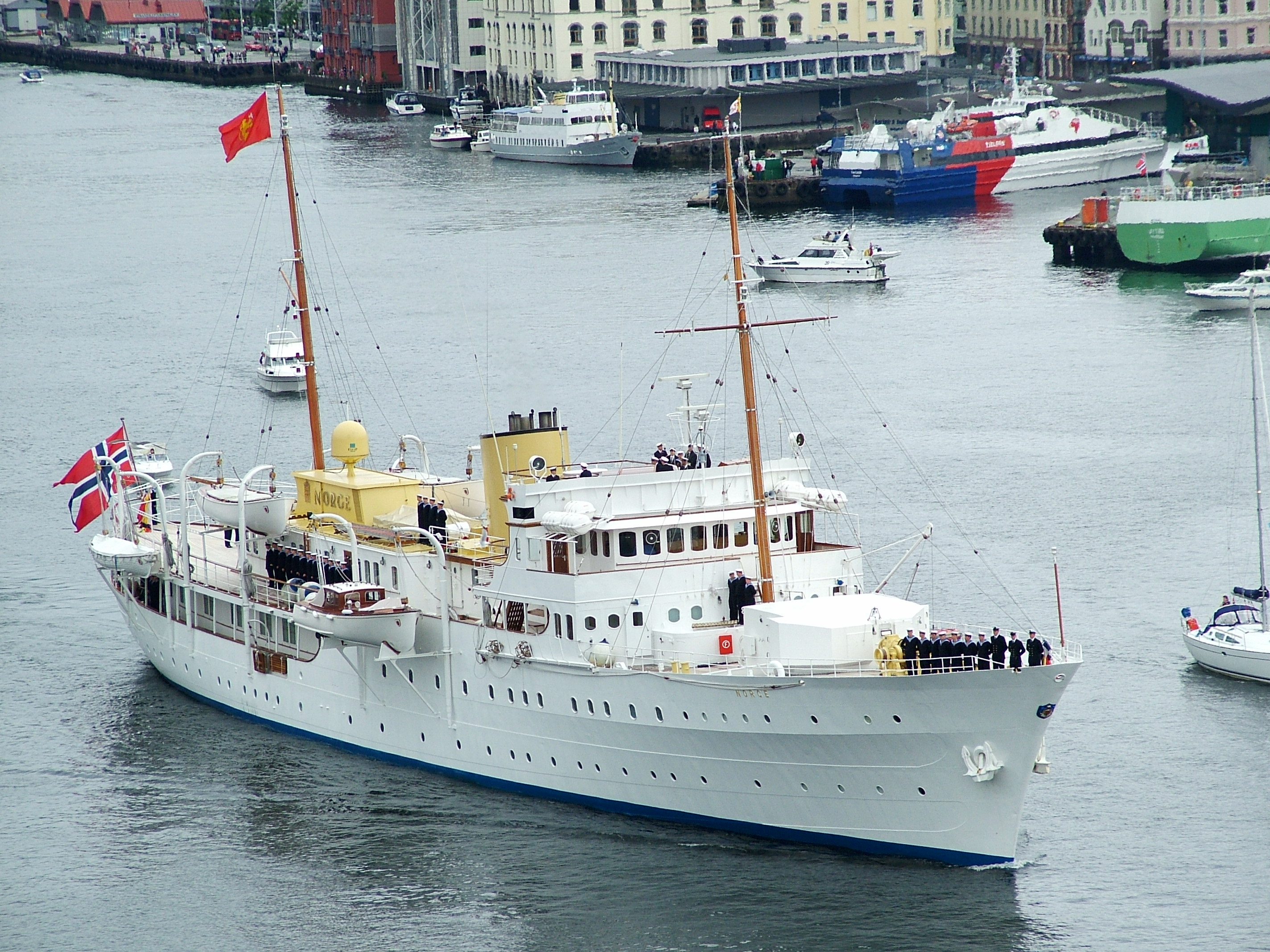
Frente a las costas de Bergen

El rey Haakon recibió un modelo del barco en su 75 cumpleaños, pero antes de que el rey pudiera recibir el regalo del pueblo, el barco tuvo que ser reconstruido y renovado. Las obras interiores fueron especialmente extensas. El arquitecto Finn Nilsson fue el principal responsable de la decoración. El 17 de mayo de 1948, el comandante del barco, el comandante capitán Christian Monsen, pudo izar el banderín de mando por primera vez y el 9 de junio se entregó el regalo popular al rey Haakon.El barco recibió su nombre Norge (Noruega).

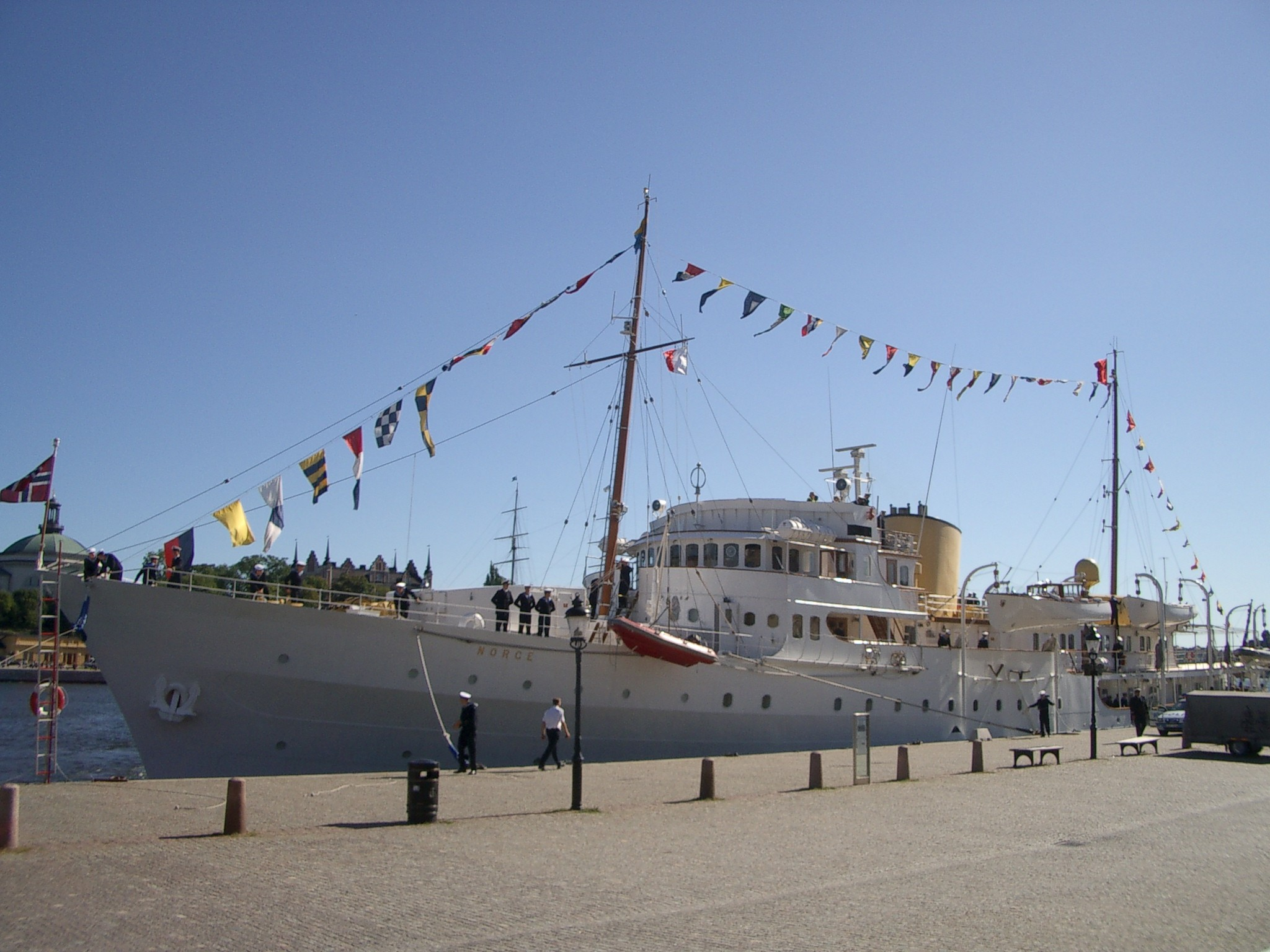
En Estocolmo en el año 2005

En los años siguientes, el rey Haakon utilizó el barco en viajes a lo largo de la costa noruega y a aguas más distantes. En junio de 1955, el Rey utilizó Norge, cuando visitó Molde. Este fue su último viaje.
El rey Olav se hizo cargo del barco de manos de su padre en 1957. Una revisión técnica dio como resultado un plan decenal para mejorar el casco y el equipo técnico. El rey Olav siguió las tradiciones de su padre y utilizó el barco real tanto de forma privada como oficial.
El rey Harald asumió el poder Norge tras la muerte del rey Olav en 1991. El Rey y la Familia Real hacen uso activo del barco tanto en viajes oficiales en el país como en el extranjero y como base cuando el Rey participa en regatas internacionales.

## Viajes
La familia real utilizó el barco, tanto durante el viaje de firmas del rey Harald y la reina Sonia en el sur de Noruega en 1991, como durante el viaje real en el norte de Noruega al año siguiente. Cuando la Pareja Real celebró su 60 cumpleaños en el verano de 1997, en la celebración participaron miembros de la realeza de toda Europa. Los invitados fueron invitados a un viaje de Trondheim a Lofoten y fueron alojados a bordo del barco, el barco real danés Dannebrog y el buque de guerra KNM Horten. El barco real volvió a ser la base de la Familia Real durante la conmemoración del 25 aniversario de la Pareja Real como Rey y Reina en 2016.

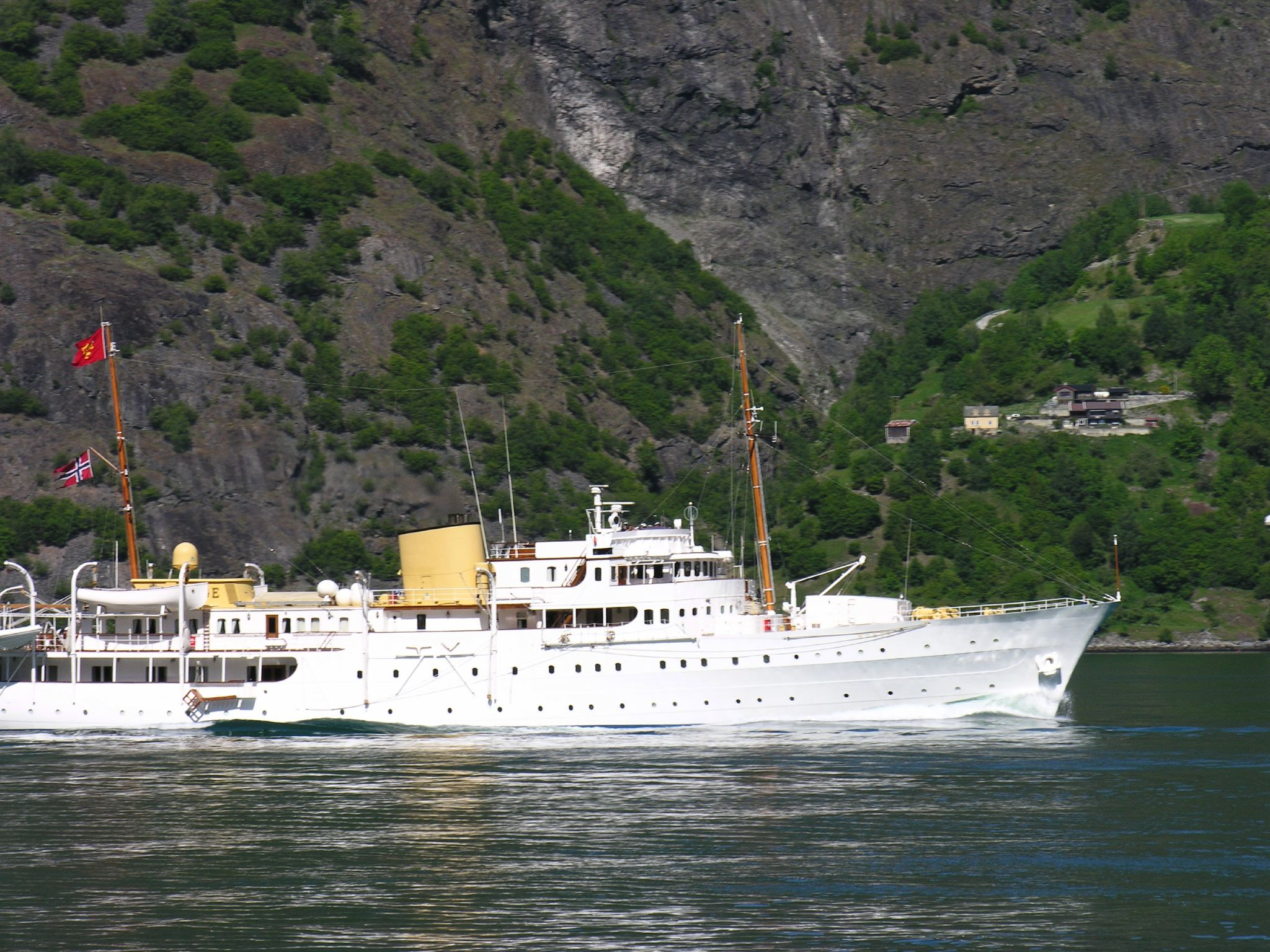
Celebración del nombramiento de los fiordos a Patrimonio de la Humanidad

El barco real también se utilizó en el viaje de firma del rey Olav V en 1958 y en el viaje al norte de Noruega en 1959.